# Новая Деревня (Усвятский район)
Новая Деревня — деревня в Усвятском районе Псковской области России. Входит в состав Усвятской волости.

## География
Расположена на западном прибрежье Удвятского озера, в 8 км к востоку от райцентра Усвяты; к западу от деревни Удвяты.

## Население
| 2001 | 2002 | 2010 |
| ---- | ---- | ---- |
| 52   | ↘46  | ↘36  |

Численность населения деревни по оценке на начало 2001 года составляла 52 жителя.